# Colm O’Reilly
Colm O’Reilly (* 11. Januar 1935 in Colmcille, County Longford) ist ein irischer Geistlicher und emeritierter römisch-katholischer Bischof von Ardagh.

## Leben
Nach seiner Schulzeit studierte O’Reilly Katholische Theologie am St. Mel’s College in Longford. Am 19. Juni 1969 wurde O’Reilly zum Priester geweiht.
O’Reilly wurde am 24. Februar 1983 von Papst Johannes Paul II. zum Bischof von Ardagh ernannt. Die Bischofsweihe spendete ihm der Erzbischof von Armagh, Tomás Kardinal Ó Fiaich, am 10. April desselben Jahres. Mitkonsekratoren waren der Apostolische Nuntius in Irland, Erzbischof Gaetano Alibrandi, und der Bischof von Down und Connor, Cahal Brendan Daly.
Am 17. Juli 2013 nahm Papst Franziskus seinen altersbedingten Rücktritt an.